# Paedocypris progenetica
Paedocypris progenetica je najmanja riba na svijetu. Otkrivena je 2006 godine a živi u kiselim močvarama indonezijskog otoka Sumatra i malezijskom dijelu otoka Bornea.
Njezina maksimalna veličina je 10 milimetara, a najmanji primjerak bio je odrasla ženka veličine 7.9 mm.
Klasificirali su je i opisali prvi Kottelat, Britz, H. H. Tan & K. E. Witte, 2006. u porodicu šaranki ili Cyprinidae.